# Joan XXIII (Alacant)
Joan XXIII és un barri de la ciutat d'Alacant. Segons el cens de l'any 2017, compta amb un total de 10.578 habitants. Aquest barri és un dels més amplis de la ciutat. Es troba delimitat pels barris del Palamó al nord, el Garbinet i Bonavista de la Creu al sud, l'Albufereta i Colònia Requena a l'est i la Mare de Déu del Remei i les Quatre-centes Vivendes a l'oest.